# ويليام أرتور دي أوليفيرا
ويليام أرتور دي أوليفيرا (20 أكتوبر 1982 بساو برناردو دو كامبو في البرازيل - ) هو لاعب كرة قدم برازيلي في مركز الوسط. لعب مع أمكار بيرم وشينيك ياروسلافل ونادي أو إف كيه بيوغراد ونادي أوفا ونادي بويبلا ودينامو بريانسك وFK Srem ‏ ونادي أغويا نيغرا وCascavel Clube Recreativo ‏ وأتلتيكا  كالدينسي ‏ وNacional Atlético Clube Sociedade Civil Ltda. ‏.

## وصلات خارجية
- ويليام أرتور دي أوليفيرا على موقع قاعدة بيانات كرة القدم.إي يو (الإنجليزية)
- ويليام أرتور دي أوليفيرا على موقع Soccerway.com (الإنجليزية)
- ويليام أرتور دي أوليفيرا على موقع عالم كرة القدم.نت (الإنجليزية)